# 2006-os feröeri labdarúgó-bajnokság (első osztály)
A Formuladeildin 2006-os szezonja (a feröeri első osztály) az alapítás óta a 64. éves bajnokság.

## Táblázat
| #  | Csapat          | M  | Gy | D  | V  | Lg | Kg | Gk  | P  | Megjegyzés                                |
| -- | --------------- | -- | -- | -- | -- | -- | -- | --- | -- | ----------------------------------------- |
| 1  | HB Tórshavn     | 27 | 16 | 7  | 4  | 61 | 36 | +25 | 55 | 2007–2008-as Bajnokok Ligája előselejtező |
| 2  | EB/Streymur     | 27 | 16 | 6  | 5  | 63 | 30 | +33 | 54 | 2007–2008-as UEFA-kupa első selejtezőkör  |
| 3  | B36 Tórshavn    | 27 | 13 | 8  | 6  | 45 | 32 | +13 | 47 |                                           |
| 4  | KÍ Klaksvík     | 27 | 12 | 9  | 6  | 54 | 39 | +15 | 45 |                                           |
| 5  | NSÍ Runavík     | 27 | 12 | 6  | 9  | 50 | 39 | +11 | 42 |                                           |
| 6  | GÍ Gøta         | 27 | 10 | 11 | 6  | 39 | 34 | +5  | 41 |                                           |
| 7  | Skála ÍF        | 27 | 7  | 10 | 10 | 33 | 29 | +4  | 31 |                                           |
| 8  | VB/Sumba        | 27 | 5  | 5  | 17 | 24 | 73 | −49 | 20 |                                           |
| 9  | B68 Toftir      | 27 | 4  | 6  | 17 | 34 | 58 | −24 | 18 | kiesés az 1. deildbe                      |
| 10 | ÍF Fuglafjørður | 27 | 4  | 4  | 19 | 29 | 62 | −33 | 16 | kiesés az 1. deildbe                      |

Utolsó frissítés: végeredmény
Forrás: www.kicker.de (német)
Rendezési elv: 1. pontszám; 2. gólkülönbség; 3. lőtt gólok.
# = helyezés; M = játszott meccsek száma; Gy = győzelmek; D = döntetlenek; V = vereségek; Lg = lőtt gólok; Kg = kapott gólok; Gk = gólkülönbség; Pont = pontok; (B) = bajnok; (K) = kiesett; (F) = feljutott.

## Góllövőlista
A góllövőlista végeredménye.
| #     | Név                       | Egyesület    | Gól |
| ----- | ------------------------- | ------------ | --- |
| 1.    | Christian Høgni Jacobsen  | NSÍ Runavík  | 18  |
| 2.    | Súni Fríði Barbá          | B68 Toftir   | 15  |
| 3–5.  | Amed Davy Syllan          | B36 Tórshavn | 12  |
| 3–5.  | Rókur av Fløtum Jespersen | HB Tórshavn  | 12  |
| 3–5.  | Paul Clapson              | KÍ Klaksvík  | 12  |
| 6–11. | Arnbjørn T. Hansen        | EB/Streymur  | 11  |
| 6–11. | Hans Pauli Samuelsen      | EB/Streymur  | 11  |
| 6–11. | Sorin Anghel              | EB/Streymur  | 11  |
| 6–11. | Christian Lundberg        | KÍ Klaksvík  | 11  |
| 6–11. | Óli Hansen                | NSÍ Runavík  | 11  |
| 6–11. | Birgir Jørgensen          | VB/Sumba     | 11  |